# Учебен кораб 421
„Димитър Благоев“ е учебен кораб на Висшето военноморско училище „Никола Йонков Вапцаров“ (ВВМУ) с бордови номер 421.

## История

### Параходство „Български морски флот“
Корабът е последен в серията от 3 пътнически кораба (след „Георги Димитров“ и „Георги Кирков“). Построен е в Корабостроителния завод „Георги Димитров“, Варна през 1968 г., на вода е от 1969 г. Като пътнически кораб за превоз на 94 пътници плава повече от четвърт век в състава на Параходство „Български морски флот“ с екипаж от 43 души в Черно море и Средиземно море.
След значителното спадане на българското пътническо корабоплаване през 1990-те години редица кораби са продадени, а с решение на Съвета на директорите на Параходство „Български морски флот“ пътническият кораб „Димитър Благоев“ става учебен кораб № 421 на ВНВМУ „Н. Й. Вапцаров“, като се прехвърля собствеността на Военноморските сили. Това решение има своята логика: Морското училище подготвя кадри за Параходството, включително основната част от командния състав на търговските кораби. Параходството прави дарение от 150 000 лв. за ремонт на кораба.

### Висше военноморско училище „Н. Й. Вапцаров“
Корабът преминава под военноморски флаг на 11 март 1997 г. и е зачислен към състава на 18-и дивизион кораби със спомагателно назначение (ДКСН), като последен капитан от БМФ е капитан далечно плаване (к.д.п.) Стойко Стойков. Официалната церемония по предаването на кораба и вдигането на българския военноморски флаг се провежда на 9 април 1997 г. в района на патрулния дивизион във Военноморска база Варна.
От 17 август до 10 септември 1998 г. е проведена първата учебна практика на курсанти от ВВМУ „Н. Й. Вапцаров“ на борда на предоставения от Параходство БМФ пътнически кораб „Димитър Благоев“. Плаването е в Черно и в Егейско море, а посетените пристанища са Констанца, Одеса и Истанбул. При следващите плавания корабът достига и до Франция.
Бил е под командване на ВВМУ до 2001 г., след това – на ВМУБ до 2005 г., за 6 месеца е в състава на поделение 28580 във Варна и от 1 януари 2006 г. е отново под командването на ВВМУ. Командири на кораба са били Ангел Гърбузов, Славчо Славов, Мартин Великов и Веселин Митев.
През годините във военния флот е имал 2 командири – капитан ІІ ранг Ангел Гарбузов и капитан ІІІ ранг Славчо Славов. От 1 септември 2003 г. командир на учебния кораб е капитан ІІІ ранг Славчо Славов. Той е завършил специалност „Корабоводене за ВМС“ във ВВМУ „Н. Й. Вапцаров“ през 1994 г., след това е бил командир на рейдови миночистачи 53 и 56 в Балчик, както и на хидрографски кораб „Адмирал Бранимир Орманов“.

## Технически данни
Основните тактико-технически данни на кораба са:
- Дължина: най-голяма – 68,10 м, между перпендикулярите – 62,20 м;
- Ширина: 10,10 м;
- Височина на борда: 6,10 м;
- Средно газене: 3,40 м;
- Водоизместване: с пълен товар – 1130 т, без запаси – 901,5 т;
- Автономност: по гориво 4000 мили, по вода от 7 до 10 денонощия;
- Район на плаване: 2000 морски мили (10 възла);
- Максимална скорост: 13 възла;
- Палуби: главна, горна, лодъчна и сигнален мостик.

Има 2 главни дизелови двигателя 6ДР 30/50 с мощност от по 600 к.с. и задвижващ отделен винт, 3 дизел генератора 4NVD 26-2 с мощност от по 135 к.с. и авариен дизел генератор „Still“ с мощност от 35 к.с. Електрическото напрежение на кораба е 220V.
Разполага с 4 спасителните лодки, всяка за по 25 души (по 2 лодки на всеки борд), като 2 от тях имат собствен ДВГ, а другите 2 са с ръчен привод за задвижване гребла (весла). При извършения заводски ремонт от КРЗ „Флотски Арсенал“ във Варна през периода август 2006 – април 2007 г. на кораба са поставени 7 спасителни плота за общо 94 души. Като мореходен кораб разполага с необходимите средства за борба за живучест, в това число инструменти, материали, пожарогасители, кранове, шлангове и други.
На кораба са монтирани радиолокационни станции „BridgeMaster“ и „Ракал-Дека“, жирокомпас „Sperry“ и 2 броя GPS.

## Използване като учебен кораб
Предвид ограничените възможности на учебната баркентина „Калиакра“ и при отсъствието на специализиран учебен военен кораб след излизането от експлоатация на учебно-производствения м/к „Н. Й. Вапцаров“ учебният кораб 421 (бивш „Димитър Благоев“) осигурява учебния процес за провеждане на плавателна практика на курсанти и студенти от ВВМУ, както и на матроси, старшини и офицери от ВМС – бъдещи навигатори и механици.

### Плавания
Ежегодно се правят общо 5 плавания: 3 задгранични плавания по 30 дни в периода от април до септември с над 80 курсанти/студенти от различни специалности от 2-ри до 4-ти курс; 2 плавания по българското черноморско крайбрежие през есента – опознавателно с курсантите от 2-ри курс и щурманско с офицери/старшини от ВМС.
По задачи на Щаба на ВМС ежегодно през есента се прави плаване по българското черноморско крайбрежие за изучаване на лоцията от Сиврибурун до Резово с офицери и старшини – щурмани и командири на кораби и катери. В базови условия на кораба провеждат занятия групи от старшини и кадрови матроси по план на Учебната база на ВМС. На всяко плаване привличаните за командирска вахта, за щурмани, механици и за други длъжности офицери, старшини и матроси от флота придобиват опит за плаване в отдалечен район – Проливна зона, между острови, влизане в чужди пристанища, чак до Западното Средиземноморие. Това е важен компонент в цялостната им подготовка за участие в учения и операции в рамките и под егидата на НАТО.
Под флага на ВМС са посетени пристанищата Констанца, Одеса, Севастопол, Новоросийск, Батуми, Поти, Трабзон, Синоп, Ерегли, Истанбул, Измир, Искендерун, Суда, Солун, Пирея, о. Тира, о. Корфу, о. Малта, Дубровник, Таранто, Тулон, Барселона и др.

### Екипаж
През 2008 г. 19-членният екипаж включва 3 офицери (командир, помощник-командир и механик), 8 старшини (вкл. 5 офицерски кандидати) и 8 кадрови матроси. По време на плаване се попълва до 35 души с щурмани, механици, мотористи, лекар, радисти и готвач. Бившият пътнически кораб предлага допълнително място за 85 курсанти и студенти заедно с ръководители и преподаватели, в дву- и четириместни каюти.

### Оборудване
Разполага със специализиран учебен център с 10 работни места за обучение на навигатори – щурмански маси с изведени 2 репитера на жирокомпаса и 3-ти на лага, а по кораба са създадени още 4 учебни центъра. Специализираният център за обучение на механиците е в машинното отделение. Вавигатори и механици преминават и през други 2 общи учебни центъра. Този по морска практика води занятия на лодъчната палуба, но негова „територия“ са не само лодки, лодбалки и плотове, но и котвеното и швартовото устройства. В центъра по морски свръзки се изучават светлинна сигнализация, флажен семафор и морзова свръзка.

### Извеждане от експлоатация
Извеждането от експлоатация няма да повлияе на практиките на обучаемите във ВВМУ, тъй като те се осъществяват от учебно-спомагателния кораб на ВМС „Кап. I ранг Димитър Добрев“. ВВМУ разполага допълнително с 2 учебни катера.

## Любопитно
Параходство „Български морски флот“ получава заповед да приеме корабите № 901 и № 902, защото приемната комисия на поръчителя от съветския клиент „Судоимпорт“ отказва да ги приеме. По проекта са поръчани общо 7 кораба за северните морски ширини. Държавната комисия на СССР констатира, че корабите не отговорят на договорните условия за скорост, газене, товароподемност и устойчивост за предназначения район на плаване. Поради това корабите № 901 и № 902 са спуснати на вода като „Юшар“ и „Канин“, а след това стават „Георги Кирков“ и „Димитър Благоев“. Смята се, че вина за пропуските имат проектантите и на 2-те страни. През 1970 г. са построени още корабите № 903 и № 904, които са приети успешно от „Судоимпорт“ като „Юшар“ и „Канин“, оборудвани с втори котел, с който отоплението в корабите вече отговаря на изискванията, да има нормална температура при външен студ от минус 40 градуса по Целзий. Така корабите „Георги Кирков“ и „Димитър Благоев“ се поемат от Параходство „Български морски флот“ и, макар че не отговарят на изискванията за плавания в северни ширини, са използвани интензивно и успешно в Черно море и в Средиземно море.